# Metagonia torete
Metagonia torete là một loài nhện trong họ Pholcidae. Loài này được phát hiện ở México.